# Вейн Брідж
Вейн Брідж (англ. Wayne Bridge, 5 серпня 1980, Саутгемптон) — колишній англійський футболіст, що грав на позиції лівого захисника.

## Кар'єра
Ще один, поряд з Ешлі Коулом, лівий захисник збірної Англії в складі «Челсі». Прийшов до клубу в 2003 році з «Саутгемптона» і за підсумками сезону 2003/04 був включений у символічну збірну Англійської Прем'єр-Ліги.
Відносини з головним тренером клубу Жозе Моурінью складалися не завжди гладко, тому другу половину сезону 2005/06 Вейн провів в оренді в «Фулхемі».
У сезоні 2006/07 з приходом Ешлі Коула ситуація з ігровою практикою для Вейна знову ускладнилася, хоча в перших матчах він проявив себе прекрасно.
У сезоні 2007/08 Вейн практично забрав собі статус основного лівого фул-бека в «Челсі», тим самим посадивши Ешлі Коула на лавку. Це сталося тому, що Брідж більш атлетічен і непоступливий в єдиноборствах, а також володіє великою різноманітністю в атаках. Але у збірній Англії роль лівого захисника, як і раніше довіряють Ешлі Коулу.
12 січня 2011 а перейшов на «Вест Хем Юнайтед» на правах оренди до кінця сезону 2010/11 . 15 січня 2011 дебютував за «Вест Хем» в домашньому матчі проти «Арсенала».
На наступний сезон клуб зі східної частини Лондона відмовився ще раз орендувати гравця, а головний тренер «містян» Роберто Манчіні заявив, що гравець не входить в його плани, і припустив, що найкраще для Вейна буде піти в оренду в клуб Чемпіоншипа. Проте гравець вибрав варіант з орендою в клуб «Сандерленд», у складі якого він взяв участь лише у восьми матчах англійської прем'єр-ліги. На наступний рік гравець прислухався до думки італійського тренера «Манчестер Сіті» і перейшов знову на правах оренди, вже в «Брайтон енд Гоув Альбіон», що виступав у другому за силою англійському дивізіоні. За цей клуб він зіграв 39 матчів і забив три м'ячі.
Влітку 2013 року у футболіста закінчився контракт з «Манчестер Сіті» і він безкоштовно перейшов в «Редінг», підписавши контракт на один сезон. 6 травня 2014 року Вейн Брідж оголосив про завершення футбольної кар'єри через хронічну травму коліна.

## Статистика виступів

### Статистика клубних виступів
| Сезон                      | Команда                    | Чемпіонат                  | Чемпіонат | Чемпіонат | Національний кубок | Національний кубок | Національний кубок | Континентальні кубки | Континентальні кубки | Континентальні кубки | Інші змагання | Інші змагання | Інші змагання | Усього | Усього |
| Сезон                      | Команда                    | Ліга                       | Ігор      | Голів     | Ліга               | Ігор               | Голів              | Ліга                 | Ігор                 | Голів                | Ліга          | Ігор          | Голів         | Ігор   | Голів  |
| -------------------------- | -------------------------- | -------------------------- | --------- | --------- | ------------------ | ------------------ | ------------------ | -------------------- | -------------------- | -------------------- | ------------- | ------------- | ------------- | ------ | ------ |
| 1998–99                    | «Саутгемптон»              | ПЛ                         | 23        | 0         | КА+КЛ              | 0+1                | 0                  | -                    | -                    | -                    | -             | -             | -             | 24     | 0      |
| 1999–00                    | «Саутгемптон»              | ПЛ                         | 18        | 1         | КА+КЛ              | 2+2                | 0                  | -                    | -                    | -                    | -             | -             | -             | 22     | 1      |
| 2000–01                    | «Саутгемптон»              | ПЛ                         | 38        | 0         | КА+КЛ              | 4+3                | 0                  | -                    | -                    | -                    | -             | -             | -             | 45     | 0      |
| 2001–02                    | «Саутгемптон»              | ПЛ                         | 38        | 0         | КА+КЛ              | 1+3                | 0                  | -                    | -                    | -                    | -             | -             | -             | 42     | 0      |
| 2002–03                    | «Саутгемптон»              | ПЛ                         | 34        | 1         | КА+КЛ              | 4+2                | 0                  | -                    | -                    | -                    | -             | -             | -             | 40     | 1      |
| Усього за «Саутгемптон»    | Усього за «Саутгемптон»    | Усього за «Саутгемптон»    | 151       | 2         |                    | 22                 | 0                  |                      | -                    | -                    |               | -             | -             | 173    | 2      |
| 2003–04                    | «Челсі»                    | ПЛ                         | 33        | 1         | КА+КЛ              | 2+0                | 0                  | ЛЧ                   | 13                   | 2                    | -             | -             | -             | 48     | 3      |
| 2004–05                    | «Челсі»                    | ПЛ                         | 15        | 0         | КА+КЛ              | 2+4                | 0                  | ЛЧ                   | 4                    | 0                    | -             | -             | -             | 25     | 0      |
| 2005-січ. 2006             | «Челсі»                    | ПЛ                         | 0         | 0         | КА+КЛ              | 1+1                | 0                  | ЛЧ                   | 0                    | 0                    | СА            | 0             | 0             | 2      | 0      |
| січ.-черв. 2006            | «Фулгем»                   | ПЛ                         | 12        | 0         | КА+КЛ              | -                  | -                  | -                    | -                    | -                    | -             | -             | -             | 12     | 0      |
| 2006–07                    | «Челсі»                    | ПЛ                         | 22        | 0         | КА+КЛ              | 3+4                | 0+1                | ЛЧ                   | 3                    | 0                    | СА            | 1             | 0             | 33     | 1      |
| 2007–08                    | «Челсі»                    | ПЛ                         | 11        | 0         | КА+КЛ              | 3+5                | 0                  | ЛЧ                   | 3                    | 0                    | СА            | 0             | 0             | 22     | 0      |
| 2008-січ. 2009             | «Челсі»                    | ПЛ                         | 6         | 0         | КА+КЛ              | 0+2                | 0                  | ЛЧ                   | 4                    | 0                    | -             | -             | -             | 12     | 0      |
| Усього за «Челсі»          | Усього за «Челсі»          | Усього за «Челсі»          | 87        | 1         |                    | 27                 | 1                  |                      | 27                   | 2                    |               | 1             | 0             | 142    | 4      |
| січ.-черв. 2009            | «Манчестер Сіті»           | ПЛ                         | 16        | 0         | КА+КЛ              | -                  | -                  | КУЄФА                | 6                    | 0                    | -             | -             | -             | 22     | 0      |
| 2009–10                    | «Манчестер Сіті»           | ПЛ                         | 23        | 0         | КА+КЛ              | 2+3                | 0                  | -                    | -                    | -                    | -             | -             | -             | 28     | 0      |
| 2010-січ. 2011             | «Манчестер Сіті»           | ПЛ                         | 3         | 0         | КА+КЛ              | 0                  | 0                  | ЛЄ                   | 4                    | 0                    | -             | -             | -             | 7      | 0      |
| січ.-черв. 2011            | «Вест Гем Юнайтед»         | ПЛ                         | 15        | 0         | КА+КЛ              | 2+1                | 0                  | -                    | -                    | -                    | -             | -             | -             | 18     | 0      |
| 2011-січ. 2012             | «Манчестер Сіті»           | ПЛ                         | 0         | 0         | КА+КЛ              | 0+1                | 0                  | ЛЧ                   | 0                    | 0                    | СА            | 0             | 0             | 1      | 0      |
| Усього за «Манчестер Сіті» | Усього за «Манчестер Сіті» | Усього за «Манчестер Сіті» | 42        | 0         |                    | 6                  | 0                  |                      | 10                   | 0                    |               | 0             | 0             | 58     | 0      |
| січ.-черв. 2012            | «Сандерленд»               | ПЛ                         | 8         | 0         | КА+КЛ              | 2+0                | 0                  | -                    | -                    | -                    | -             | -             | -             | 10     | 0      |
| 2012–13                    | «Брайтон енд Гоув»         | ЧФЛ                        | 37+2      | 3         | КА+КЛ              | 2+1                | 0                  | -                    | -                    | -                    | -             | -             | -             | 42     | 3      |
| 2013–14                    | «Редінг»                   | ЧФЛ                        | 12        | 0         | КА+КЛ              | 0                  | 0                  | -                    | -                    | -                    | -             | -             | -             | 12     | 0      |
| Усього за кар'єру          | Усього за кар'єру          | Усього за кар'єру          | 364+2     | 6         |                    | 63                 | 1                  |                      | 37                   | 2                    |               | 1             | 0             | 467    | 9      |

## Досягнення
Саутгемптон
- Фіналіст Кубка Англії (1): 2003

Челсі
- Чемпіон Англії (1): 2004-05
- Володар Кубка Англії (1): 2007
- Володар Кубка Ліги (1): 2007
- Володар Суперкубка Англії (1): 2005